# Awo
Awo – u ludu Akan androgyniczne bóstwo Księżyca, które urodzonych w poniedziałek obdarza spokojem, łagodnością, opanowaniem i opiekuńczością.